# オクラホマ州会議事堂

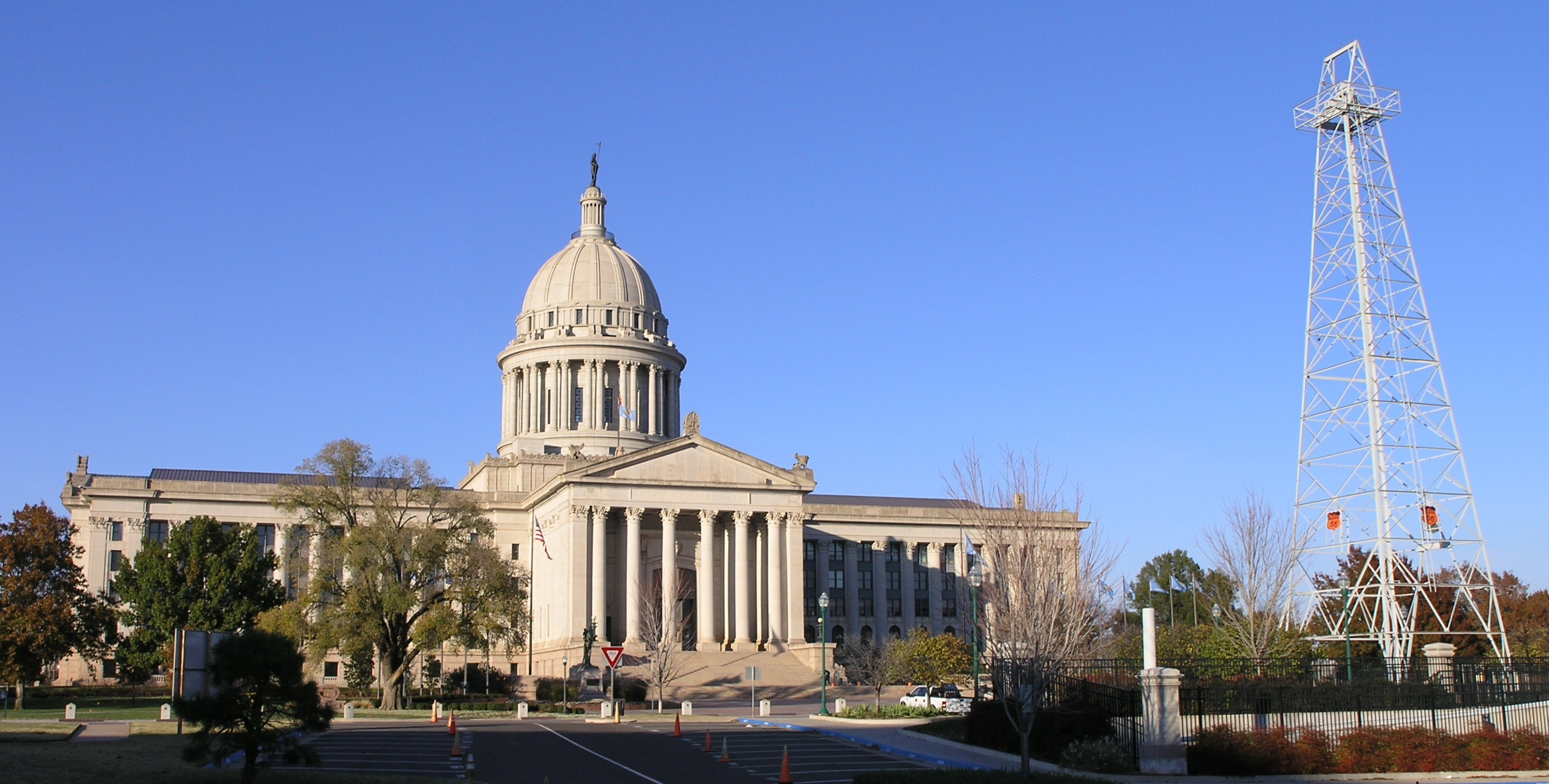
オクラホマ州会議事堂と油井

オクラホマ州会議事堂（オクラホマしゅうかいぎじどう、Oklahoma State Capitol）は、アメリカ合衆国オクラホマ州の州都オクラホマシティに立地する同州議会の議事堂。現在の庁舎は2代目のもので、石灰石とオクラホマ産の御影石を用いて造られ、1917年に開庁したが、当時は予算不足、および第一次世界大戦による資材不足のためにドーム無しで建てられた。ドームは鉄筋コンクリート造で、2000年に建設が始まり、2002年に完成した。庁舎は1976年に国家歴史登録財に指定された。
議事堂の西ウイングにはオクラホマ州議会下院の議場と事務所が、また東ウイングには州議会上院の議場と事務所がそれぞれ置かれている。オクラホマ州最高裁判所と州知事室は庁舎の2階に置かれている。州監査役、州出納役、州司法長官等の事務室は1階に置かれている。また、庁舎内には博物館、カフェテリア、理髪店もある。
議事堂の敷地には並木道が縦横に走り、州知事官邸、州政府の各機関の庁舎、非政府機関の建物をはじめ、博物館、図書館も置かれている。また、議事堂はオクラホマシティ油田の真上に建っており、敷地内には油井がある。

## 歴史
オクラホマ最初の議事堂は現在のオクラホマシティ北郊のガスリーに建てられた。1889年4月22日正午、オクラホマ入植の解禁を告げる号砲が鳴ると、白人たちは一斉にオクラホマに駆け込んだ（ランドラッシュという）。わずか6時間の間に、最初の準州都となるガスリーには10,000人もの白人が入植した。その後1ヶ月も経たないうちに、ガスリーは市営水道、電気、公共交通手段、馬車用の地下駐車場を備えた、レンガ造や石造の建物が建ち並ぶ都市へと発展し、Queen of the Prairie（大平原の女王）と呼ばれるようになっていた。1907年にオクラホマ準州がインディアン準州と合併する形で州に昇格すると、ガスリーがそのまま最初の州都になった。やがて1910年6月11日に、全州での投票により州都はオクラホマシティに移された。
2代目の庁舎となる、オクラホマシティの州会議事堂の建設には州内のマンハッタン建設会社が携わった。建設は1914年7月20日に始まり、州知事リー・クルースの指揮下で進められた。この議事堂は1917年7月1日に開庁した。完成した庁舎は6階建てで、延床面積は37,000m²を超えていた。
もともと、この庁舎は他州の多くの議事堂同様に、ドームつきで建設される予定であった。しかし、建設時の予算不足、および第一次世界大戦による資材不足のために、やむなくドーム無しで建てられた。ドーム建設の実行可能性調査は1990年代に入ってようやく行われ、2007年のオクラホマ州昇格100周年プロジェクトのマスタープランに盛り込まれた。ドームの建設は2,100万ドルの予算で2000年に始まり、庁舎の完成から85年遅れとなる2002年11月16日に完成した。ドームの上には元オクラホマ州議会上院議員で、後にセミノール族の長となるネイティブ・アメリカンの芸術家エノック・ケリー・ヘイニーの手による、オクラホマのネイティブ・アメリカンの伝統を示すThe Guardianという銅像が立てられた。